# Battle: Los Angeles
Battle: Los Angeles – amerykańska gra komputerowa z gatunku FPP wyprodukowana przez Saber Interactive oraz wydana 12 marca 2011 roku na PC, PlayStation 3, Xbox 360 przez Konami. Gra nawiązuje do filmu o tym samym tytule.

## Rozgrywka
W Battle: Los Angeles gracz wciela się w role żołnierzy broniących Ziemi przed inwazją cybernetycznych obcych. Akcja gry ma miejsce w niedalekiej przyszłości.
Podczas głównych misji gry gracz angażuje się w strzelaniny na ulicach miasta, obsługuje stacjonarne działka, korzysta z zaawansowanej technologii czy też walczy z pojazdami obcych.
W Battle: Los Angeles zastosowany został zaawansowany system fizyczny Havok. 
Gra w wersji dla Xboksa 360 wykorzystuje usługę Xbox Live.

## Odbiór gry
Gra do końca 2011 roku została sprzedana w 60 076 egzemplarzach.